# Albert Dusch
Albert Dusch (Kaiserslautern, 1912. december 6. – 2002. október 27.) német nemzetközi labdarúgó-játékvezető. Polgári foglalkozása varrógépszerelő.

## Pályafutása

### Labdarúgóként
Fiatal korában ismerkedett meg a labdarúgással, 1935-ig az 1. FC Kaiserslautern kapuját védte. Nehezen tudta feldolgozni, hogy csapata veresége miatt rendre felelősségre vonták. Három hónapig nem játszott, ekkor kezdett érdeklődni a játékvezetés iránt.

### Nemzeti játékvezetés
A játékvezetésből 1937-ben Kaiserslauternben vizsgázott. Vizsgáját követően a Rajna-vidék-Pfalz Labdarúgó-szövetsége által üzemeltetett labdarúgó bajnokságokban kezdte sportszolgálatát. A Német Labdarúgó-szövetség (DFB) Játékvezető Bizottságának (JB) minősítésével 1951-től a Bundesliga játékvezetője. Küldési gyakorlat szerint rendszeres partbírói szolgálatot is végzett. A nemzeti játékvezetéstől 1962-ben visszavonult. Visszavonulást követően úttörő- és ifjúsági mérkőzéseket vezetett.
A német labdarúgó bajnoki címet eldöntő mérkőzések:
| Időpont          | Helyszín                 | Mérkőzés típusa     | Mérkőzés                        | Eredmény | Nézők száma |
| ---------------- | ------------------------ | ------------------- | ------------------------------- | -------- | ----------- |
| 1956. június 24. | Olimpiai Stadion, Berlin | német bajnoki döntő | Borussia Dortmund–Karlsruher SC | 4 – 2    | 75 000      |
| 1957. június 23. | HDI-Arena, Hannover      | német bajnoki döntő | Borussia Dortmund–Hamburger SV  | 4 – 1    | 76 000      |
| 1958. május 18.  | HDI-Arena, Hannover      | német bajnoki döntő | FC Schalke 04–Hamburger SV      | 3 – 0    | 81 000      |

#### Nemzeti kupamérkőzés
Vezetett kupadöntők száma: 3

##### Német labdarúgókupa
Rajta kívül Gerhard Schulenburgnak és Werner Treichelnek jutott az a megtiszteltetés, hogy három kupadöntőt koordinálhatott.
| Időpont            | Helyszín                     | Mérkőzés típusa | Mérkőzés                               | Eredmény | Nézők száma |
| ------------------ | ---------------------------- | --------------- | -------------------------------------- | -------- | ----------- |
| 1954. április 17.  | Südweststadion, Ludwigshafen | döntő           | VfB Stuttgart–1. FC Köln               | 1 – 0    | 60 000      |
| 1957. december 29. | Rosenau Stadion, Augsburg    | döntő           | FC Bayern München–Fortuna Düsseldorf   | 1 – 0    | 42 000      |
| 1960. október 5.   | Rheins Stadion, Düsseldorf   | döntő           | Borussia Mönchengladbach–Karlsruher SC | 3 – 2    | 50 000      |

### Nemzetközi játékvezetés
A Német labdarúgó-szövetség JB terjesztette fel nemzetközi játékvezetőnek, a Nemzetközi Labdarúgó-szövetség (FIFA) 1951-től (tartotta) tartja nyilván bírói keretében. Emil Schmetzerrel a második világháború utáni első nemzetközi bíró. A FIFA JB központi nyelvei közül a németet beszélte. Több nemzetek közötti válogatott, valamint Vásárvárosok kupája, Kupagyőztesek Európa-kupája és Bajnokcsapatok Európa-kupája klubmérkőzést vezetett, vagy működő társának partbíróként segített. Korának egyik legjobb játékvezetője, foglalkoztatása minőségi mérkőzésekre koncentrálódott. A német nemzetközi játékvezetők rangsorában, a világbajnokság-Európa-bajnokság sorrendjében többedmagával a 12. helyet foglalja el 8 találkozó szolgálatával. A FIFA JB megbízására és az Angol labdarúgó-szövetség felkérésére az angol nemzeti tizenegynek 7 alkalommal vezetett mérkőzést. A nemzetközi játékvezetéstő l1962-ben búcsúzott. Vezetett kupatalálkozók száma: 12.  Válogatott mérkőzéseinek száma: 24.

#### Labdarúgó-világbajnokság
Az 1958-as labdarúgó-világbajnokságon és az 1962-es labdarúgó-világbajnokságon a FIFA JB bíróként alkalmazta. Chilében ő volt a legsúlyosabb (95 kilogramm), a legidősebb (49 év) és a leghallgatagabb sportember. A fizikai felmérő teszten a leggyorsabban teljesítette az elvárt követelményt. A FIFA JB elvárásának megfelelően, ha nem működött játékvezetőként, akkor valamelyik társának segített partbíróként. A kor elvárása szerint az egyes számú partbíró játékvezetői sérülésnél átvette a mérkőzés vezetését. 1958-ban 3 (4-ből), 1962-ben 2 (3-ból) esetben kapott egyes számú küldést. Világbajnokságokon 10 esetben kapott küldést (1958, 1962), ami német rekord. Kurt Tschenschernek (1966, 1970, 1974) sikerült ezt a rekordot beállítania. Világbajnokságokon vezetett mérkőzéseinek száma: 3 + 7 (partbíró).

##### 1958-as labdarúgó-világbajnokság

###### Selejtező mérkőzés
| Időpont            | Helyszín                         | Mérkőzés típusa           | Mérkőzés                 | Eredmény | Nézők száma |
| ------------------ | -------------------------------- | ------------------------- | ------------------------ | -------- | ----------- |
| 1957. május 8.     | Hampden Park Stadion, Glasgow    | előselejtező (9. csoport) | Skócia–Spanyolország     | 1 – 0    | 88 890      |
| 1957. május 15.    | Idrætsparken Stadion, Koppenhága | előselejtező (1. csoport) | Dánia–Anglia             | 1 – 4    | 35 000      |
| 1957. november 3.  | Decade Stadion, Varsó            | előselejtező (6. csoport) | Lengyelország–Finnország | 4 – 0    | 90 000      |
| 1957. november 10. | Népstaditon, Budapest            | előselejtező (3. csoport) | Magyarország–Norvégia    | 5 – 0    | 91 000      |

###### Világbajnoki mérkőzés
| Időpont          | Helyszín                     | Mérkőzés típusa              | Mérkőzés                               | Eredmény | Nézők száma |
| ---------------- | ---------------------------- | ---------------------------- | -------------------------------------- | -------- | ----------- |
| 1958. június 11. | Nya Ullevi Stadion, Göteborg | csoportmérkőzés (D. csoport) | Brazília–Angol labdarúgó-válogatott    | 0 – 0    | 41 000      |
| 1958. június 17. | Nya Ullevi Stadion, Göteborg | csoportmérkőzés (D. csoport) | Szovjetunió–Angol labdarúgó-válogatott | 1 – 0    | 23 000      |

##### 1962-es labdarúgó-világbajnokság

###### Világbajnoki mérkőzés
| Időpont         | Helyszín                       | Mérkőzés típusa              | Mérkőzés                                 | Eredmény | Nézők száma |
| --------------- | ------------------------------ | ---------------------------- | ---------------------------------------- | -------- | ----------- |
| 1962. május 31. | Carlos Dittborn Stadion, Arica | csoportmérkőzés (A. csoport) | Szovjet labdarúgó-válogatott–Jugoszlávia | 2 – 0    | 10 000      |

#### Skandináv Bajnokság
Nordic Championships/Északi Kupa labdarúgó tornát Dánia kezdeményezésére az első világháború után, 1919-től a válogatott rendszeres játékhoz jutásának elősegítésére rendezték a Norvégia, Dánia, Svédország részvételével. 1929-től a Finnország is csatlakozott a résztvevőkhöz. 1983-ban befejeződött a sportverseny.
| Időpont           | Helyszín               | Mérkőzés típusa | Mérkőzés                                | Eredmény | Nézők száma |
| ----------------- | ---------------------- | --------------- | --------------------------------------- | -------- | ----------- |
| 1957. október 13. | Råsunda Stadion, Solna | csoportmérkőzés | Svédországa–Norvég labdarúgó-válogatott | 5 – 2    | 29 840      |

#### Brit Bajnokság
1882-ben az Egyesült Királyság brit tagállamainak négy szövetség úgy döntött, hogy létrehoznak egy évente megrendezésre kerülő bajnokságot egymás között. Az utolsó bajnoki idényt 1983-ban tartották meg.
| Időpont           | Helyszín              | Mérkőzés típusa  | Mérkőzés                                             | Eredmény | Nézők száma |
| ----------------- | --------------------- | ---------------- | ---------------------------------------------------- | -------- | ----------- |
| 1958. április 19. | Hampden Park, Glasgow | csoportselejtező | Skót labdarúgó-válogatott–Angol labdarúgó-válogatott | 0 – 4    | 128 000     |

#### A magyar labdarúgó-válogatott mérkőzései (1902–1929)
| Időpont          | Helyszín             | Mérkőzés típusa          | Mérkőzés                             | Eredmény | Nézők száma |
| ---------------- | -------------------- | ------------------------ | ------------------------------------ | -------- | ----------- |
| 1962. június 24. | Prater Stadion, Bécs | 386. válogatott mérkőzés | Ausztria–Magyar labdarúgó-válogatott | 70 000   |             |

#### Nemzetközi kupamérkőzések
Vezetett kupadöntők száma: 3.

##### Vásárvárosok kupája
Az UEFA JB az 1955–1958-as VVK döntők játékvezetői küldésénél szokatlanul határozott, mindkét döntő találkozót azonos bíró vezette. A tornasorozat első és 2. döntőjének – az első és a 2. német – bírója. Rajta kívül Lucien van Nuffel, Rudolf Scheurer és Laurens van Ravens játékvezetők vezethettek kettő alkalommal VVK döntőt.

###### 1955–1958-as vásárvárosok kupája
| Időpont          | Helyszín                | Mérkőzés típusa     | Mérkőzés               | Eredmény | Nézők száma |
| ---------------- | ----------------------- | ------------------- | ---------------------- | -------- | ----------- |
| 1958. március 5. | Stamford Bridge, London | első döntő mérkőzés | London XI–FC Barcelona | 2 – 2    | 45 466      |
| 1958. május 1.   | Camp Nou, Barcelona     | 2. döntő mérkőzés   | CF Barcelona–London XI | 6 – 0    | 70 000      |

###### 1961–1962-es vásárvárosok kupája
| Időpont        | Helyszín             | Mérkőzés típusa | Mérkőzés                    | Eredmény |
| -------------- | -------------------- | --------------- | --------------------------- | -------- |
| 1962. május 2. | Népstadion, Budapest | egyik elődöntő  | MTK Budapest FC–Valencia CF | 3 – 7    |

##### Bajnokcsapatok Európa-kupája
A 4. játékvezető – az első német – aki BEK döntőt vezetett.
| Időpont         | Helyszín                  | Mérkőzés típusa | Mérkőzés                      | Eredmény | Nézők száma |
| --------------- | ------------------------- | --------------- | ----------------------------- | -------- | ----------- |
| 1959. június 3. | Neckar Stadion, Stuttgart | döntő           | Real Madrid CF–Stade de Reims | 2 – 0    | 80 000      |

## Sportvezetőként
1962-től a délnyugat-német labdarúgó-társaság játékvezető bizottságának elnöke, később tiszteletbeli tag. Az ő játékvezetői tanfolyamán 12 évesen tett sikeres vizsgát Markus Merk.

## Szakmai sikerek
- Az 1962-es chilei világbajnokságon mutatott játékvezetői teljesítményének elismeréseként a FIFA jelen lévő vezetője, Stanley Rous (angol) Ezüst Síp elismerésben részesítette.
- Az 1. FC Kaiserslautern egyesülettől Arany gyűrűt kapott sikeres pályafutásának elismeréseként.
- 1978-ban a nemzetközi játékvezetés hírnevének erősítése, hazájában 10 éve a legmagasabb Ligában (osztályban) folyamatosan tevékenykedő, eredményes pályafutása elismeréseként, a FIFA JB felterjesztésére az 1965-ben alapított International Referee Special Award címmel és oklevéllel tüntette ki.

## Külső hivatkozások
- Albert Dusch. World Referee. [2015. február 22-i dátummal az eredetiből archiválva]. (Hozzáférés: 2015. november 17.)
- Albert Dusch. footballzz.com. (Hozzáférés: 2015. november 17.)
- Albert Dusch. footballdatabase.eu. (Hozzáférés: 2015. november 17.)
- Albert Dusch. scoreshelf.com. [2015. október 2-i dátummal az eredetiből archiválva]. (Hozzáférés: 2015. november 17.)
- Albert Dusch. eu-football.info. (Hozzáférés: 2015. november 17.)
- Albert Dusch. weltfussball.de. (Hozzáférés: 2015. november 17.)
- Albert Dusch. nemzetisport.hu. (Hozzáférés: 2015. november 17.)